# Вестфелд (Доња Саксонија)
Вестфелд (њем. Westfeld) град је у њемачкој савезној држави Доња Саксонија. Једно је од 40 општинских средишта округа Хилдесхајм. Према процјени из 2010. у граду је живјело 947 становника. Посједује регионалну шифру (AGS) 3254033.

## Географски и демографски подаци
Вестфелд се налази у савезној држави Доња Саксонија у округу Хилдесхајм. Град се налази на надморској висини од 164 метра. Површина општине износи 13,4 km². У самом граду је, према процјени из 2010. године, живјело 947 становника. Просјечна густина становништва износи 71 становника/km².

## Међународна сарадња
| Мјесто | Држава    | Врста сарадње | Од    |
| ------ | --------- | ------------- | ----- |
| Комблу | Француска | партнерство   | 1971. |
| Извор  |           |               |       |